# 王妃マリー・アントワネット
『王妃マリー・アントワネット』（Marie-Antoinette）は、カナダ、フランスのテレビ映画。

## 概要
キルスティン・ダンスト主演映画『マリー・アントワネット』と同年に制作された、フランス国王ルイ16世の王妃マリー・アントワネットの史実を元にした歴史劇。冒頭に「書簡を含む史料の調査に基づく」とテロップが示されるほか、タイトル画面でも "La véritable histoire"（真実の歴史）と副題が付く。
NHKでは教育テレビ（Eテレ）の『地球ドラマチック』枠で「悲劇の王妃 マリー・アントワネット」の題名で2007年2月に2回に分けて放送、BS2（現・BSプレミアム）でも2007年3月21日に分割されない形で放送した。2008年にはジェネオンよりDVDが発売されている。

## あらすじ
冒頭シーンは1793年10月16日、革命裁判所の判事がマリー・アントワネットに死刑を宣告する場面から始まる。死刑執行人に髪を切られながら、マリー・アントワネットは自らがフランスに嫁いできてからの日々を回想する。
1770年、オーストリア皇女マリー・アントワネットは、フランス王太子ルイ・オーギュスト（後のルイ16世）に嫁ぐ。不倶戴天の敵だったフランスとオーストリアだったが、新興国家プロイセンの台頭を脅威と捉えるオーストリアと、国際的な孤立からの脱却を図るフランスの利害が一致した政略結婚の成立によって、両国は同盟関係を結ぶ。
4年後、国王・ルイ15世の崩御により、マリー・アントワネットはフランス王妃となる。しかし、厳格なしきたりが支配するヴェルサイユ宮殿での暮らしに辟易としたマリー・アントワネットは遊興に耽る日々を送るようになり、子供を作ろうとはしなかった。そこで1777年、しびれを切らしたオーストリア女帝マリア・テレジア（マリー・アントワネットの母）は神聖ローマ皇帝ヨーゼフ2世（マリー・アントワネットの兄）を特使としてフランスに送り込む。
ヨーゼフ2世のアドバイスを実行に移したルイ16世とマリー・アントワネットは、最終的に2男2女に恵まれるが、それでもマリー・アントワネットの遊興癖は留まるところを知らない。その上、当時のフランスは深刻な財政危機に見舞われ、政府は何ら有効な対策を打ち出せずにいた。
1789年。ルイ16世は財務長官ネッケルの進言を受け、全国三部会を招集するが、議決方法を巡る対立が表面化した結果、憲法制定国民議会が発足する。しかし、国民議会を武力で解散させようとした国王側の強硬処置に反対したネッケルが更迭されたことで民衆の不満が遂に爆発。バスティーユ監獄を襲撃し、フランス革命の幕が切って落とされる。
民衆の蜂起によってヴェルサイユ宮殿から追い出された国王一家は、テュイルリー宮殿で半ば監禁同然の生活を送ることになる。絶対王政の復活を望むマリー・アントワネットはフェルゼン伯爵の手引きで国外への亡命を企てたり、故国オーストリアに干渉を求めるなどして、革命を潰そうと試みるのだが…。

## キャスト
| 役名                   | 俳優                     | 吹替・DVD版 | 吹替・NHK版 |
| ---------------------- | ------------------------ | ----------- | ----------- |
| マリー・アントワネット | カリーヌ・ヴァナッス     | 園崎未恵    | 坂本真綾    |
| ルイ16世               | オリヴィエ・オーバン     | 最上嗣生    | 大西健晴    |
| ポリニャック夫人       | マリー・イヴ・ボーリュー |             | 林真里花    |
| フェルゼン伯爵         | ダニー・ギルモア         | 武藤正史    | 加瀬康之    |
| マリア・テレジア       | クロエ・ロシェロー       |             |             |
| ルイ15世               | ポール・サヴォア         | 田中一永    | 森田順平    |
| 革命裁判所判事         | デヴィッド・ラ・ヘイ     | 星野充昭    |             |
| ナレーター             | 声：シャルル・ベルリング | 沢木郁也    | 渡辺徹      |

- その他の出演(DVD)：田中晶子／四宮豪／安齋龍太／小幡あけみ／吉田安愉子／武虎／小宮山絵理／近藤広務／加納千秋／原田晃
- その他の出演(NHK)：金野恵子(デュ・バリー夫人)／糸博／真殿光昭／伊藤和晃／樫井笙人／田村聖子／はやみけい／梯篤司／櫛田泰道／松岡大介／木村拓
- NHK版スタッフ：翻訳・米沢啓子／演出・尾崎順子